# Hungerversuch
Der Hungerversuch (auch 48- oder 72-Stunden-Fastentest genannt) ist ein Verfahren bei wiederholtem ungeklärtem Unterzucker, um den Verdacht auf das Vorliegen eines bestimmten Tumors, des sogenannten Insulinoms, auszuschließen oder zu erhärten. Da das Insulinom  mit vermehrter Produktion von Insulin einhergeht, zeigt es sich im Hungerversuch durch einen erniedrigten Blutzuckerspiegel.  
Der Versuchsablauf besteht darin, den zu Untersuchenden bei reichlicher Flüssigkeitszufuhr 48–72 Stunden fasten zu lassen. Die Messung von Blutzucker, Insulin und C-Peptid wird alle 4 Stunden vorgenommen, bei Blutzuckerwerten unter 60 mg/dl wird stündlich gemessen. Fällt der Zuckerwert zweimal unter 40 mg/dl, wird der Versuch abgebrochen, ebenso bei Werten unter 50 mg/dl, falls bei dem Patienten Symptome der Hypoglykämie auftreten.